# Pic Pico
Le pic Pico est un sommet du Vermont culminant à 1 206 mètres d'altitude.